# Guarda Real da Espanha
A Guarda Real de Espanha é uma corporação representativa das Forças Armadas espanholas dedicada à proteção do Rei de Espanha e dos integrantes da Família Real espanhola. A Unidade é composta por efetivos de homens e mulheres, do Exército, Marinha e Força Aérea, para prestarem serviço combinando tradição e modernidade.

## Histórico
A mais antiga Guarda Real conhecida foi o Real y Laureado Cuerpo de Reales Guardias Alabarderos, criado em 1506 por D. Gonzalo de Ayora, no reinado de Fernando II de Aragão. Desde então as Guardas Reais estiveram expostas às mesmas vicissitudes da monarquia espanhola; tendo  sofrido grande variação em suas estruturas.
Em 22 de julho de 1969 foi realizado o acordo da Lei de Sucessão, estabelecendo D. Juan Carlos de Borbón como Rei de Espanha.
Pelo Decreto Real n° 2942, de 25 de novembro de 1975, foi unificada a Casa Civil e Militar do Chefe de Estado, com a Casa do Principado de Espanha.
Pela Ordem de 31 de dezembro de 1975 foi criado o Regimento de Guarda Real, tendo por base o anterior Regimento de Guarda do Chefe de Estado.
Pelo Decreto Real n° 3107, de 13 de fevereiro de 1979 a corporação foi reestruturada, recebendo a atual denominação de Guarda Real.

## Missão
O Decreto Real n° 434, de 6 de maio de 1988, Artigo VI, estabelece que as missões da Guarda Real são:
- Proporcionar o serviço de guarda militar, render honras e executar escolta solene à Sua Majestade O Rei, e aos membros da Família Real que se determine.
- Prestar análogos serviços aos Chefes de Estado estrangeiros, quando assim for determinado.

Para desempenhar essas tarefas, a Guarda Real realiza as seguintes atividades:
- Proporciona a segurança da Família Real em sua residência oficial, palácios e outros locais utilizados; tais como: o Palácio Real de Madrid, o Palacio Real de El Pardo, o Palácio da Zarzuela, e outros, quando assim for solicitado.
- Executa escoltas solenes, montadas ou motorizadas.
- Rende honras e participa de desfiles militares solenes.

## Estrutura e organização

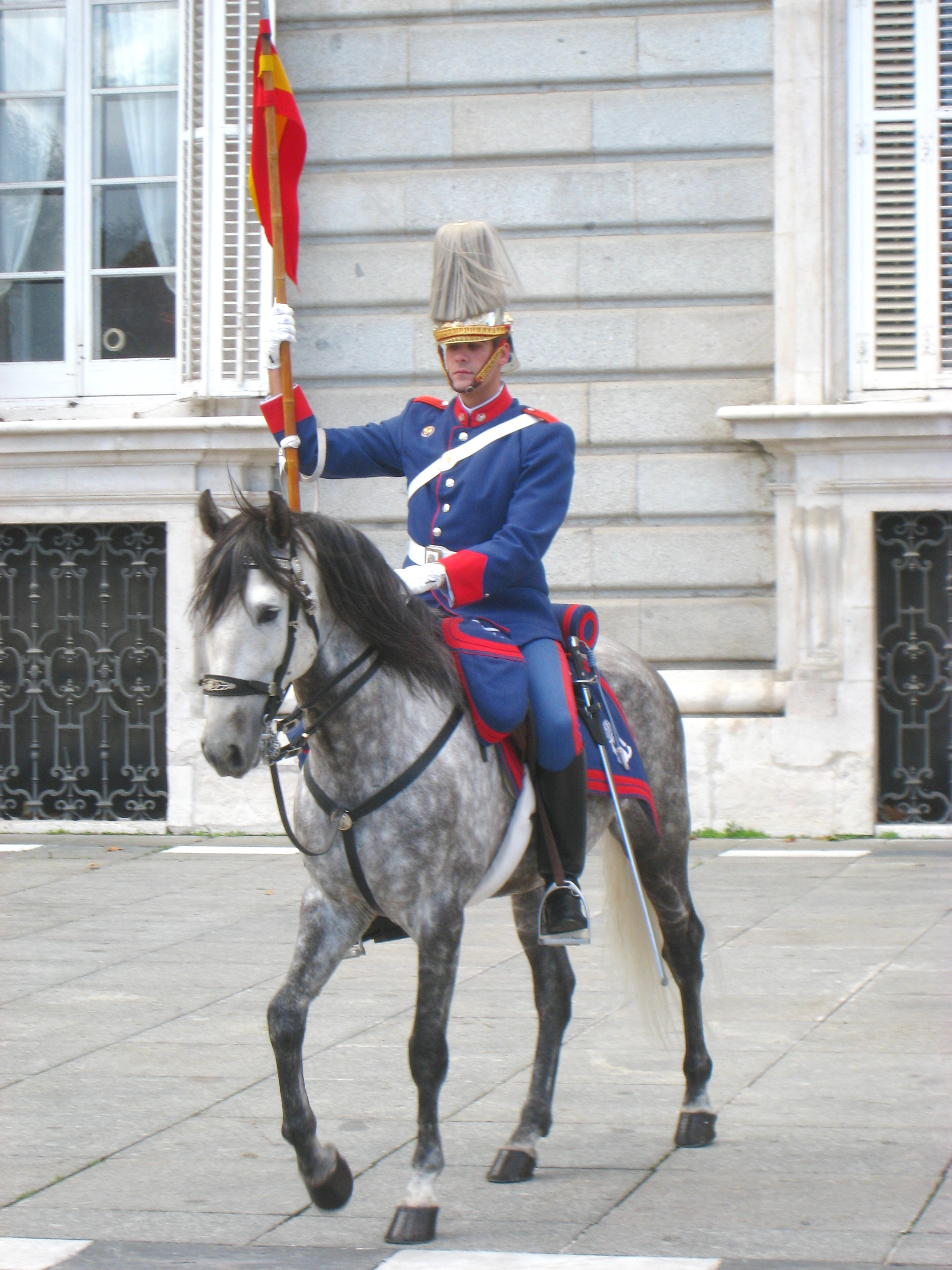
Guarda montada.

### Comandante Geral
- Coronel Chefe

#### Estado Maior de Comando
Assessoria Jurídica
Centro Financeiro
Centro de Processamento de Dados
Estado Maior
Seção Logística de Pessoal
Seção de Assuntos Institucionais
Seção de Preparação, Emprego e Segurança
Secretaria

#### Grupamento do Estado Maior e Comando
Estado Maior e Comando
Companhia de Estado Maior
Unidade de Segurança
Companhia de Comunicações (Brasil) ou Transmissões (Portugal)
Centro de Formação
Serviço Religioso

#### Grupamento deEscoltas
Estado Maior e Comando
Companhia de Controle Militar
Seção de Portas e Controle
Seção de Cinofilia
Seção de Motociclistas
Companhia de Guarda Militar
1ª Seção de Guarda Imediata
2ª Seção de Guarda Imediata
Seção de Alabardeiros
Esquadrão de Escolta Real
Bateria Real

#### Grupamento de Honra
Estado Maior e Comando
Companhia Monteros de Espinosa - Unidade representativa do Exército espanhol
Companhia Mar Oceano - Unidade representativa da Marinha espanhola
Esquadrilha Plus Ultra - Unidade representativa da Força Aérea espanhola

#### Grupamento de Logística
Estado Maior e Comando
Companhia de Abastecimento
Companhia de Manutenção
Companhia de Transportes
Chefias
Serviços Médicos
Serviços Farmacêuticos
Serviços Veterinários

#### Unidade de Música
Estado Maior e Comando
Banda Sinfônica
Banda Marcial
Seção de Pífaros e Gaitas
Brass Band (Fanfarra)
Grupo de Câmara

## Cerimonial de Troca da Guarda
A troca da guarda é uma solenidade realizada no Portão do Príncipe do Palácio Real de Madrid. Essa cerimônia busca restaurar antigas tradições realizadas nos reinados de Afonso XII e Afonso XIII. Ela é executada pela Guarda Real desde os anos noventa, na primeira quarta-feira de cada mês, realizada ritualisticamente pelas sentinelas a pé e montadas.

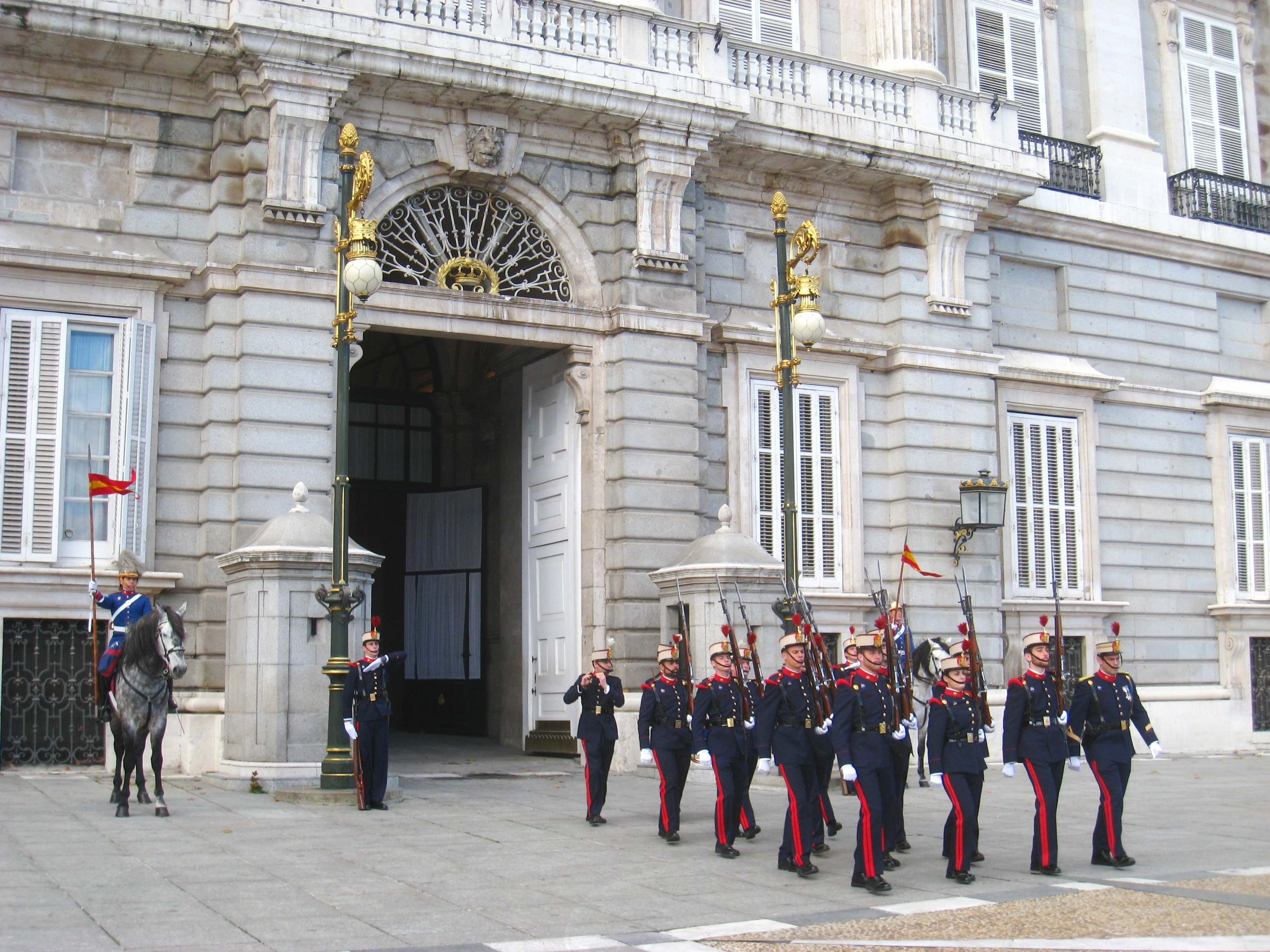
2008.

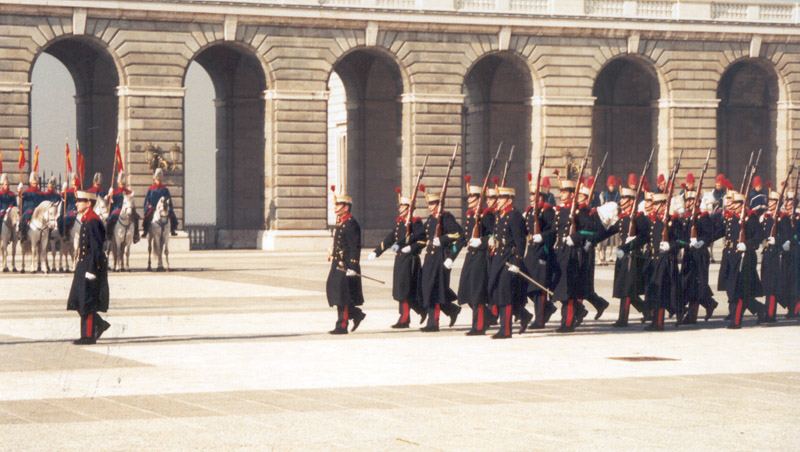
2001.

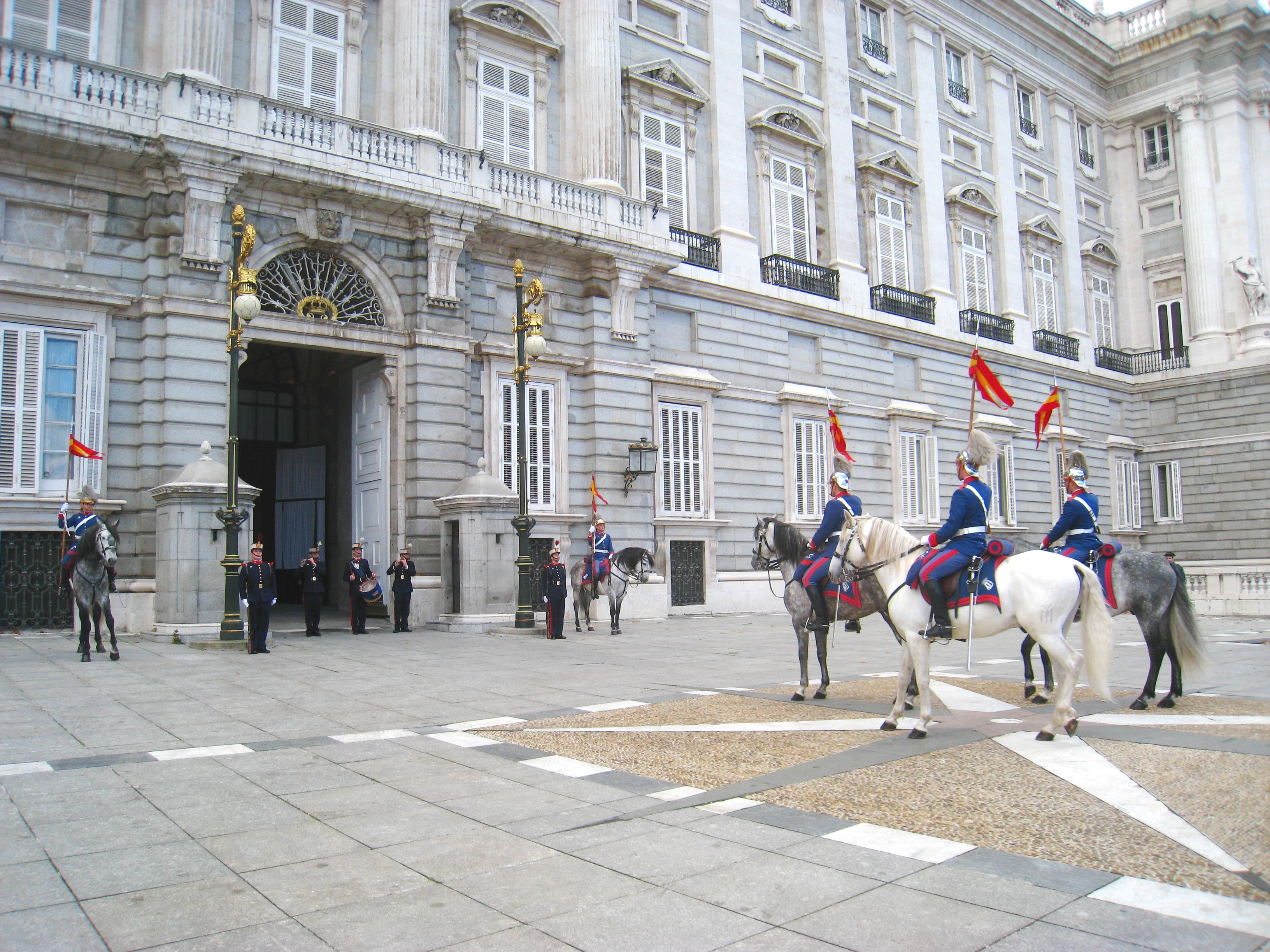
2008.

|  |  |  |